# San Francisco (canción de Cascada)
«San Francisco» es el segundo sencillo del cuarto álbum de estudio del grupo alemán Cascada, Original Me. La canción fue producida por DJ Manian y Yanou quienes la escribieron también junto a Tony Cornelissen. «San Francisco» es una canción uptempo pop que se basa en electropop y pop bailable con influencias de la música de la década de 1970. La canción fue lanzada oficialmente en el Reino Unido para su descarga digital el 4 de julio.
La canción alcanzó los 15 primeros en Austria, Alemania y los Países Bajos. A diferencia de los anteriores singles del grupo, no logró ningún impacto en las listas de popularidad en el Reino Unido, alcanzando el número 64. El vídeo de la canción muestra a Horler liderando un grupo de bailarines vestidos como hippies de hoy en día que van a una fiesta de la ciudad. «San Francisco», también recibió críticas por su similitud en el éxito mundial de Katy Perry, «California Gurls».

## Composición y comparación conCalifornia Gurls
San Francisco es una canción uptempo pop que se deriva de los estilos de electropop y la electrónica, mientras que el respaldo basa de un ritmo afinado de sintetizador. La canción también tiene influencias de la música de los años 1970. La canción se encuentra en tiempo común, y tiene un ritmo moderado de 126 BPM. Está escrito en la tonalidad de D♯ menor y la duración de vocal de Horler es de E3-C # 5. Se podría decir que la canción es una oda lírica a la ciudad norteamericana de California, San Francisco. 
La composición de la canción ha recibido la notabilidad de la crítica por su composición similar a la canción de Katy Perry «California Gurls», lanzado de se segundo álbum de estudio. La canción es similar a la de «California Gurls» en sus letras, ya que ambos rinden homenaje a la zona de California y toda la gran diversión que sucede allí. «San Francisco» y «California Gurls», de acuerdo con Jon O'Brien de Allmusic Guide, contienen un gancho flotante de sintetizadores y ritmos similares.

## Video musical
El video musical fue estrenado el 6 de mayo en Youtube. Fue rodado junto al video de Au Revoir, en Toronto a finales de marzo de 2011.
También ha sido dirigido por Lisa Mann, que ya colaboró con Cascada en los vídeos de «Pyromania», «Night Nurse» y «Miracle»; y la coreografía realizada por Luther Brown. El video muestra a Natalie con un grupo de personas vestidas como los hippies de hoy en día en una noche en San Francisco para una fiesta, que termina con ellos en una fiesta en una azotea.

## Recepción

### Recepción de la crítica
Jon O'Brien, de AllMusic parece impresionado con la canción, que "observa la capacidad de endeudamiento de las canciones más pop de los años anteriores sigue siendo tan desvergonzada como siempre".

### Rendimiento en listas
«San Francisco», debutó en el Dutch Top 40 en los Países Bajos en el número 27 en la semana del 2 de julio de 2011. La canción alcanzó el número 11 siete semanas después, y se mantuvo en las listas durante 7 semanas más después de eso. La canción también debutó y alcanzó el puesto número 13 en las listas de Media Control Charts en Alemania. La canción también tuvo éxito en Austria, que debutó en el número 14 en Ö3 Austria Top 75 en la semana del 15 de junio de 2011, en la cual duró 11 semanas en la lista. También tuvo éxito en Bulgaria alcanzando el número 16. El sencillo tuvo menos éxito en otros países, el número 40 en Eslovaquia, y el número 64 en el Reino Unido.

## Presentaciones en vivo
Para la promoción del nuevo single en Alemania, Natalie canto en directo «San Francisco» en versión acústica. También ha aparecido actuando en programas como The Dome y ZDF, y también realizó una entrevista en Das! para la cadena alemana NDR.

## Formatos y versiones
UK descarga digital (iTunes)
1. San Francisco (Video Edit)
2. San Francisco (Extended Mix)
3. San Francisco (Cahill Remix)
4. San Francisco (Wideboys Remix)
5. San Francisco (Frisco Remix)
6. San Francisco (Lockout's San Frandisko Remix)

Alemania Sencillo en CD (Amazon)
1. San Francisco (Video Edit)
2. San Francisco (Extended Mix)

Alemania descarga digital (Amazon)
1. San Francisco (Video Edit)
2. San Francisco (Cahill Remix)
3. San Francisco (Wideboys Remix)
4. San Francisco (Frisco Remix)

## Posicionamiento
|                 | Global Dance Tracks (Billboard) | 21 |
| Alemania        | German Singles Dance Chart      | 13 |
| Alemania        | Deutsche Dance Charts           | 32 |
| Alemania        | German-DJ-Playlist (Hot 50)     | 3  |
| Alemania        | German-DJ-Playlist (Top 100)    | 12 |
| Alemania        | German National Top 50          | 13 |
| Italia          | Italian Dance Top 40            | 32 |
| Noruega         | Norwegian Dance Top 40          | 16 |
| Países Bajos    | Dutch Dance Top 40              | 7  |
| Reino Unido     | UK Dance Top 40                 | 10 |
| Irlanda         | Irish Dance Top 40              | 9  |
| República Checa | Czech Dance Charts Top 30       | 14 |
| Nueva Zelanda   | New Zealand Dance Top 40        | 11 |

| América        |                           |    |
| Canadá         | Canadian Hot 100          |    |
| Estados Unidos | Billboard Hot 100         |    |
| Europa         |                           |    |
| Europa         | Europe Top 100            | 43 |
| Austria        | Austrian Singles Chart    | 14 |
| Alemania       | German Singles Chart      | 13 |
| Bulgaria       | Bulgarian Singles Chart   | 17 |
| Países Bajos   | Dutch Top 40              | 18 |
| Reino Unido    | UK Singles Chart          | 64 |
| Oceanía        |                           |    |
| Nueva Zelanda  | New Zealand Singles Chart |    |
| Australia      | Australian Singles Chart  |    |

## Lanzamiento
| País           | Fecha          | Formato              | Discográfica    |
| -------------- | -------------- | -------------------- | --------------- |
| Alemania       | 3 de junio     | CD, Descarga digital | Zooland Records |
| Reino Unido    | 4 de julio     | Descarga digital     | AATW            |
| Europa         | 20 de junio    | Descarga digital     | Zooland Records |
| Estados Unidos | 4 de noviembre | Descarga digital     | Zooland Records |